# Franța de peste mări
Franța de peste mări (franceză France d'outre-mer), deseori desemnată cu ajutorul abrevierii DOM-TOM definește ansamblul de teritorii sub suveranitate franceză situate în afara teritoriului metropolitan. Aceste teritorii sunt foste colonii franceze.
Acronimul DOM-TOM înseamnă Département d'outre-mer - Territoire d'outre-mer (Departament de peste mări - Teritoriu de peste mări). După reforma constituțională din 2003 și definirea colectivităților de peste mări, această denumire nu mai este corectă in ceea ce privește statutul teritoriilor pe care le înglobează.
Teritoriile se află sub responsabilitatea unui minister specializat.

## Statutul actual
Teritoriile Franței de peste mări pot fi clasificate în funcție de statutul lor:

### Departamente și regiuni de peste mări

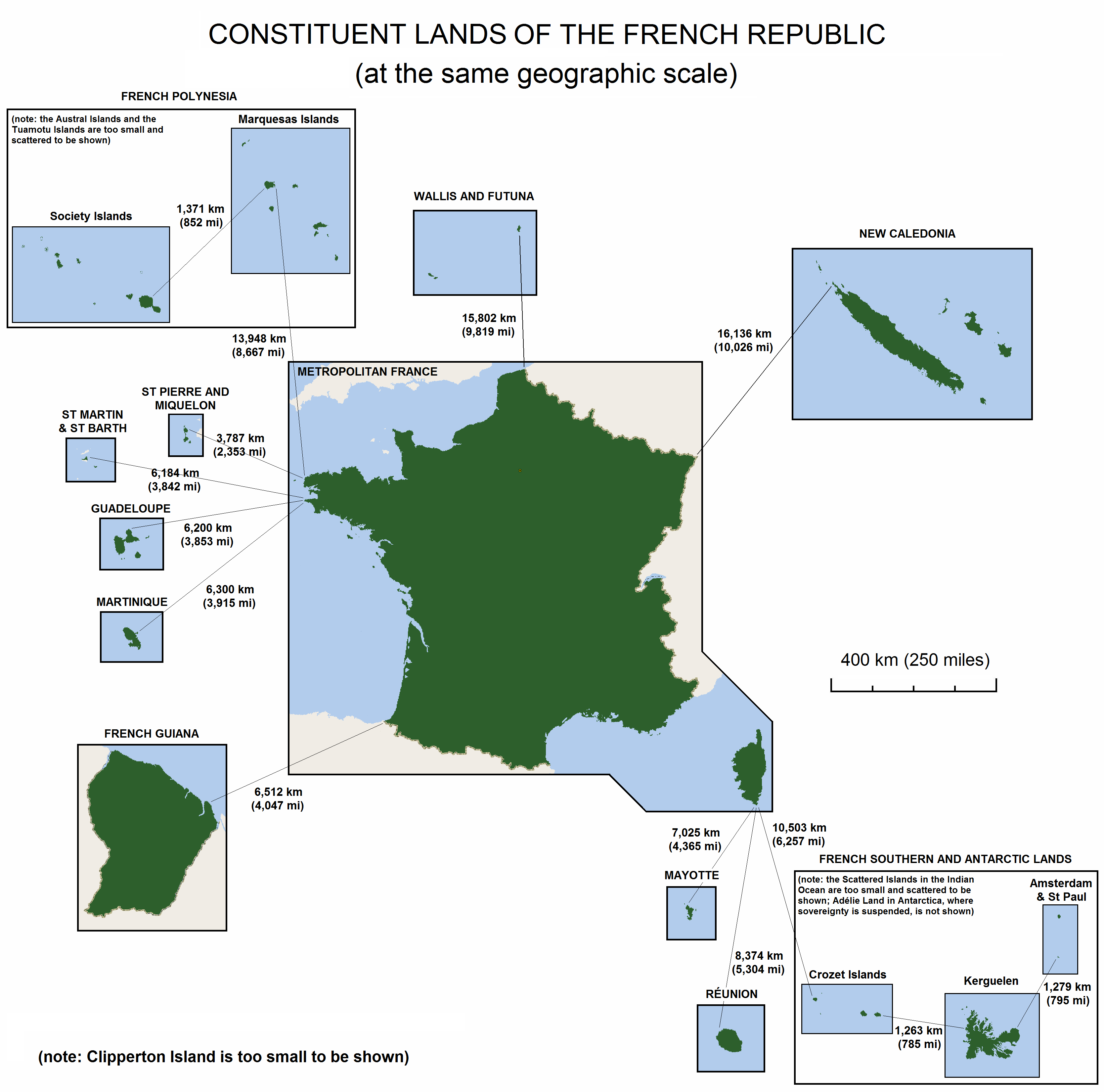
Majoritatea teritoriilor franceze, reprezentate la aceeași scară

Departamentele și regiunile de peste mări, (acronim DOM-TOM) au același statut cu cel al departamentelor și regiunilor Franței metropolitane. Acestea sunt părți integrante ale Franței și ale Uniunii Europene unde sunt considerate ca regiuni ultraperiferice. Locuitorii de aici își aleg reprezentanți în Senatul francez, Adunarea Națională franceză și în Parlamentul European. Acestea sunt:
- Guadelupa ;
- Guiana Franceză ;
- Martinica ;
- Mayotte ;
- Réunion.

Guadelupa, Martinica și Guiana Franceză formează departamentele franceze din America (franceză départements français d'Amérique).

### Colectivități de peste mări
Colectivitățile de peste mări (franceză collectivités d'outre-mer, prescurtat COM) sunt teritorii franceze cu statute foarte diferite. Acestea sunt:
- Polinezia franceză, care poartă denumirea particulară de țară de peste mări (franceză: pays d'outre-mer) ;
- Saint Pierre și Miquelon ;
- Wallis și Futuna.

### Noua Caledonie
Noua Caledonie are un statut special, fiind o colectivitate sui generis și este denumită în textele oficiale simplu ca la Nouvelle-Calédonie.

### Teritoriile australe și antarctice franceze

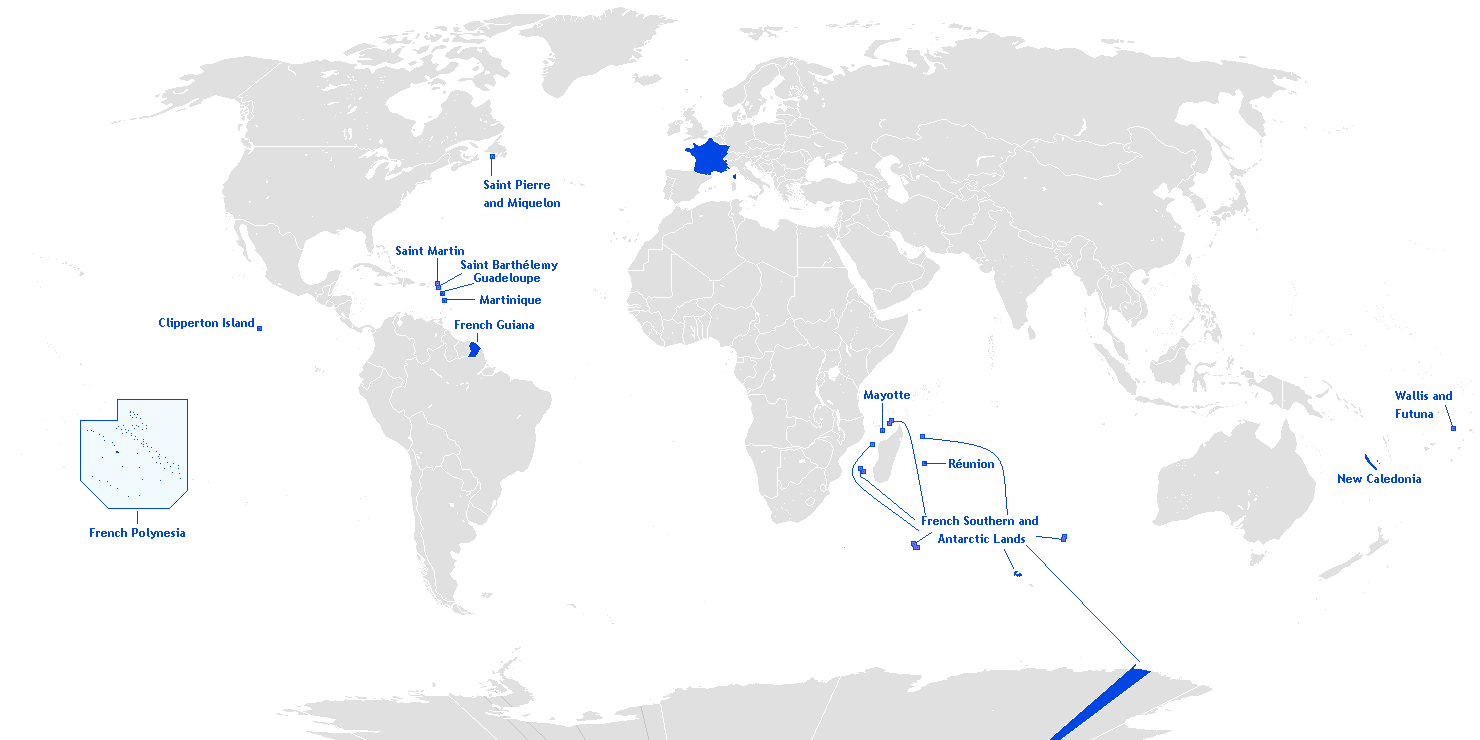
Departamentele şi regiunile de peste mări, inclusiv TAAF

Teritoriile australe și antarctice franceze (franceză Terres australes et antarctiques françaises, prescurtat TAAF), dispun de o administrație proprie, bazată în Réunion. Din punct de vedere juridic acestea sunt teritorii de peste mări cu statut particular.

### Domenii ale statului
Insulele următoare fac parte din proprietățiile statului (franceză propriétés domaniales de l'État). Acestea sunt astfel proprietăți ale statului francez care poate să le administreze liber sau să delege aceste funcții unor autorități.
- Insulele împrăștiate în Oceanul Indian (Bassas da India, Europa, Insulele Glorioase, Juan de Nova, Tromelin), care se află în administrarea administratorului superior al TAAF
- Insula Clipperton, administrată de înaltul comisar al republicii în Polinezia franceză.

Unele din aceste teritorii sunt însă revendicate de alte țări.

## Evoluții instituționale
Trebuie menționat faptul că denumirea de teritoriu de peste mări (franceză territoire d'outre-mer) a fost suprimat ca termen juridic în urma reviziunii constituționale din 2003, și nu mai este utilizat decât fie prin abuz de limbaj, fie datorită obișnuinței.

### Saint-Martin și Saint-Barthélemy
Insulele Saint Martin și Saint Barthélemy ar trebui să devină colectivități teritoriale și vor părăsi astfel regiunea Guadelupa. În urma unui referendum din decembrie 2003 despre statutul instituțional, acestea au votat diferit față de Guadelupa. Cu toate că vor avea un alt statut, regiunile vor continua să facă parte din Uniunea Europeană ca regiuni ultraperiferice.

### Mayotte
Colectivitatea Mayotte ar putea obține statutul de DOM începând cu 2011, statutul actual de colectivitate departamentală fiind atribuit în 2001 pentru a le recupera decalajul legislativ față de celelalte departamente.
Populația acestei insule reclamă acest statut încă din 1976.

### Noua Caledonie
Noua Caledonie va organiza în 2014 un referendum local pentru a obține independența totală, în virtutea acordurilor de la Nouméa. O consultare populară este în curs de desfășurare pentru a defini modalitățile acestui vot, în principal compoziția corpului electoral.

## Lista teritoriilor

### Teritorii locuite
| Simbol | Nume                     | Reședință      | Populație (2009-2010) | Suprafață  | Statut                      | Localizare       | Observații                                                                                |
| ------ | ------------------------ | -------------- | --------------------- | ---------- | --------------------------- | ---------------- | ----------------------------------------------------------------------------------------- |
|        | Guadelupa                | Basse-Terre    | 401.554               | 1.703 km²  | Regiune de peste mări       | Antile           | Insulele Saint Barthélemy și Saint Martin ar trebui să devină colectivități de peste mări |
|        | Guyana Franceză          | Cayenne        | 230.469               | 86.504 km² | Regiune de peste mări       | America de Sud   |                                                                                           |
|        | Martinica                | Fort-de-France | 396.404               | 1.128 km²  | Regiune de peste mări       | Antile           |                                                                                           |
|        | Mayotte                  | Mamoudzou      | 252.425               | 376 km²    | Regiune de peste mări       | Africa           | Insula este revendicată de Comore                                                         |
|        | Noua Caledonie           | Nouméa         | 245.558               | 18.576 km² | Colectivitate sui generis   | Pacificul de Sud | Referendum asupra independenței prevăzut pentru 2014                                      |
|        | Polinezia Franceză       | Papeete        | 267.913               | 4.167 km²  | Colectivitate de peste mări | Pacificul de Sud |                                                                                           |
|        | Réunion                  | Saint-Denis    | 833.000               | 2.512 km²  | Regiune de peste mări       | Oceanul Indian   |                                                                                           |
|        | Saint Pierre și Miquelon | Saint-Pierre   | 6.080                 | 242 km²    | Colectivitate de peste mări | Estul Canadei    |                                                                                           |
|        | Wallis și Futuna         | Mata-Utu       | 15.230                | 264 km²    | Colectivitate de peste mări | Pacificul de sud |                                                                                           |

| Statut         | Populație totală | Suprafață   |
| -------------- | ---------------- | ----------- |
| DOM-ROM        | 2.113.852        | 92.221 km²  |
| COM            | 289.223          | 4.683 km²   |
| Noua Caledonie | 245.558          | 19.058 km²  |
| Total general  | 2.648.633        | 115.480 km² |

### Teritorii nelocuite
| Nume                             | Suprafață | Statut                     | Localizare             | Observații                                      |
| -------------------------------- | --------- | -------------------------- | ---------------------- | ----------------------------------------------- |
| Bassas da India                  | 1 km²     | domeniu privat al statului | Africa                 | Revendicat de Madagascar                        |
| Clipperton                       | 7 km²     | domeniu privat al statului | Vest de Mexic          | Revendicat de Mexic                             |
| Insulele Crozet                  | 352 km²   | district al TAAF           | Sudul Oceanului Indian |                                                 |
| Europa                           | 28 km²    | domeniu privat al statului | Africa                 | Revendicat de Madagascar                        |
| Insulele Glorioase               | 5 km²     | domeniu privat al statului | Oceanul Indian         | Revendicate de Comore, Madagascar și Seychelles |
| Juan de Nova                     | 4,4 km²   | domeniu privat al statului | Africa                 | Revendicat de Madagascar                        |
| Insulele Kerguelen               | 7.215 km² | district al TAAF           | Sudul Oceanului Indian |                                                 |
| Insulele Saint-Paul și Amsterdam | 66 km²    | district al TAAF           | Sudul Oceanului Indian |                                                 |
| Tromelin                         | 1 km²     | domeniu privat al statului | Oceanul Indian         | Revendicat de Maurițius                         |

### Antarctica
| Nume              | Suprafață   | Statut           | Localizare | Observații                                    |
| ----------------- | ----------- | ---------------- | ---------- | --------------------------------------------- |
| Teritoriul Adélie | 432.000 km² | district al TAAF | Antarctica | Suveranitate în limita Tratatului Antarcticii |